# Lozen
Lozen (c. 1840-17 de junio de 1889) fue una guerrera y profeta de los apaches chiricahua. Era hermana de Victorio, un jefe prominente del clan Chihenne durante la década de 1840, en cuyas campañas participó. Según las leyendas, era capaz de utilizar sus poderes en batalla para conocer los movimientos del enemigo. Según James Kaywaykla, Victorio le narró a Nana: «Lozen es mi mano derecha... Fuerte como hombre, más valiente que la mayoría, y astuta en la estrategia. Lozen es un escudo para su gente».

## La campaña de Victorio
En la década de 1870 Victorio y su banda de apaches fue trasladada a las condiciones deplorables de la reserva de San Carlos en Arizona. Él y sus seguidores dejaron la reserva alrededor de 1877 y empezaron a vagabundear y saquear, eludiendo la captura por el ejército. Lozen luchó junto a Victorio cuando él y sus seguidores se enfrentaron a los estadounidenses que habían ocupado su patria originaria alrededor de la montaña Negra en el oeste de Nuevo México.
Cuando la banda huyó ante fuerzas estadounidenses, Lozen lideró a niños y mujeres durante el cruzce del Río Grande. «Vi una mujer magnífica sobre un hermoso caballo —Lozen, hermana de Victorio. ¡Lozen, la guerrera!», recuerda James Kaywaykla, un niño en aquel tiempo montando detrás de su abuela. «Alto por encima de su cabeza llevaba su rifle. Hubo un resplandor cuando su pie derecho se levantó y tocó el hombro de su caballo. Él se lanzó al torrente. Giró su cabeza río arriba y empezó nadar».
Inmediatamente, las otras mujeres y los niños la siguieron al torrente. Cuándo lograron alcanzar la otra orilla del río, fríos y mojados pero vivos, Lozen vino a la madre de Kaywaykla Gouyen. «Toma el mando , ahora» —le dijo— «Tengo que regresar con los guerreros», puesto que permanecían entre sus mujeres e hijos y la caballería que los perseguía. Lozen condujo su caballo a través del río salvaje y regresó con sus camaradas.
Según Kaywaykla, «podía montar, disparar y luchar como un hombre, y pienso que tenía más capacidad para planear estrategias militares que Victorio». También recuerda que Victorio había dicho: «Dependo de Lozen tanto como de Nana» (el anciano patriarca de la tribu).
Posteriormente en la campaña de Victorio, Lozen dejó la banda para escoltar una madre y su bebé recién nacido a través del desierto de Chihuahua de México a la reserva de Mescalero, lejos de las complicaciones de la campaña.
Equipada con solo un rifle, un cinturón de municiones, un cuchillo y de tres días de alimentos, partió con la madre y el niño en un viaje a través del territorio ocupado por fuerzas de caballería de los EE.UU y México. Durante el trayecto, temerosa de que un disparo traicionaría su presencia, utilizó su cuchillo para matar un longhorn, para comer.
Robó un caballo de caballería mexicano para la madre que escoltaba, huyendo del fuego enemigo. Entonces robó un caballo vaquero para ella, desapareciendo antes de que pudieran perseguirlas. También se procuró la silla de un soldado, un rifle, munición, manta y comida e incluso su camisa. Finalmente, llegó con la familia a la reserva.
Allí fue informada de que fuerzas combinadas mexicana y tarahumara, bajo el comandante mexicano Joaquín Terrazas, habían emboscado a Victorio y su banda en Tres Castillos, cerros en el noreste de Chihuahua.

## Fin de las guerras apaches y años tardíos
Sabiendo que los supervivientes la necesitarían, Lozen inmediatamente dejó Mescalero y montó sola hacia el suroeste a través del desierto, pasando desapercibida entre las patrullas estadounidenses y mexicanas. Alcanzó los restos de la partida de su hermano en Sierra Madre (en noroeste de Chihuahua), ahora dirigidos por el patriarca de 74 años Nana.
Lozen luchó junto a Gerónimo después de su levantamiento en la reserva de San Carlos en 1885, en la última campaña de las guerras apache. Con su gente persiguió y rastreó a unidades de caballería de EE. UU. y México. Según Alexander B. Adams en su libro Geronimo, "ella, con sus brazos estirados, cantó un himno a Ussen, la deidad suprema de los apache y giró lentamente". La oración de Lozen está traducida en el libro de Eve Ball En los Días de Victorio:
Sobre esta tierra
en la cual vivimos
Ussen tiene poder
Este poder es mío
Para localizar al enemigo.
Busco a ese Enemigo
Qué sólo Ussen el Grande
Puede mostrarme.
Según Laura Jane Moore en el libro Sifters, Native American Women's Lives, en 1885 Gerónimo y Naiche huyeron de su reserva con 140 seguidores, entre los que se encontraba Lozen, después de que circularan rumores de que sus dirigentes iban a ser encarcelados en Alcatraz. Lozen y Dahteste empezaron a negociar tratados de paz, uno de los cuales acordaba que los dirigentes apache serían encarcelados durante dos años y entonces serían liberados. Los dirigentes estadounidenses rechazaron el tratado de paz y Lozen y Dahteste continuaron negociando. Los rebeldes apaches mostraron gran resolución hasta que descubrieron que los chiricahuas habían sido deportados a Florida. Si querían reunirse con sus familias, debían marchar al este. Los guerreros apache pactaron una rendición y depusieron sus armas. Cinco días más tarde eran mandados atados en tren a Florida.
Bajo custodia militar tras la rendición final de Gerónimo, Lozen viajó como prisionera de guerra al cuartel de Mount Vernon en Alabama. Como muchos otros guerreros apache encarcelados, murió en confinamiento por tuberculosis el 17 de junio de 1889.

## En cultura popular
- Lozen es un personaje importante en la novela El niño hebreo y la doncella apache, de Robert J. Avrech.[10]